# Гаджибабабеков, Касым-бек
Касымбек Гаджибабабеков (азерб. Qasım bəy Hacıbababəyov; 1811, Шемахы—1874, там же) — азербайджанский архитектор XIX века, сыгравший большую роль в формировании центра города Баку. Первый среди кавказцев, кто работал в государственных и общественных учреждениях в области архитектуры и градостроительства.

## Биография
Родился в 1811 году (по другим данным в 1812 году) в городе Шемахе, в квартале Сарыторпаг. С 1848 года по 1859 год был исполняющим должность помощника шемахинского губернского архитектора. В 1857-58 годах временно, за отсутствием губернского архитектора, исполнял его обязанности, до назначения нового губернского архитектора. С 1858 по 1859 гг. составил генеральный план города Шемахи. Также в 1858 году построил здание театра в Шемахе. Это был первый театр на территории Азербайджана.
С 1859 года вплоть до 1868 года работал помощником бакинского губернского архитектора. В феврале 1868 г. был выведен за штат. С 29 мая 1868 г. был назначен исполняющим должность бакинского городского архитектора, после того, как прежний - первый бакинский городской архитектор Карл Гиппиус выбыл из Баку, получив новое назначение на должность эриванского губернского архитектора. Приказом по Управлению Наместника Кавказского 20 ноября 1868 г. был назначен городским архитектором в уездный город Шемаха Бакинской губернии, где и прожил до конца своих дней.

Во время исполнения обязанностей городского архитектора Баку в 1868 году выполнил работы по обустройству водопровода, водоразборных водоемов-фонтанов и пр.
 
В конце жизни работал шемахинским городским архитектором. Награждён орденом св. Станислава 3-й степени. Скончался в 1874 году в Шемахе.

## Работы в Баку
- Цициановский сквер — 1860 г.
- Жилые дома на Кривой улице — 1860-е (ныне на Площади фонтанов)

## Работы в Шемахе
- Бани (1866—1870)
- «Новая мечеть» (1870)
- Реставрация Джума мечети (1870)